# James Léa Siliki
James Léa Siliki (Sarcelles, 12 de junio de 1996) es un futbolista francés que juega en la demarcación de centrocampista para el F. C. Gloria Buzău de la Liga I.

## Biografía
Tras empezar a formarse como futbolista en las filas inferiores del París Saint-Germain F. C., tras diez años se marchó a la disciplina del E. A. Guingamp. Tres años después ya empezó a jugar en el segundo equipo. Dado que no llegó a debutar nunca con el primer equipo, se marchó al Stade Rennais F. C. II, con el que siguió formándose durante tres años. Finalmente hizo su debut con el primer equipo el 28 de enero de 2017 en la jornada 22 de la Ligue 1 contra el F. C. Nantes, sustituyendo a Aldo Kalulu en el minuto 78, en un partido que finalizó con un resultado de empate a uno. Jugó más de cien partidos desde entonces hasta marcharse cedido el 31 de agosto de 2021 al Middlesbrough F. C. Después de este paso por Inglaterra se fue al G. D. Estoril Praia, equipo en el que estuvo una temporada. Entonces permaneció varios meses como agente libre hasta que en febrero de 2024 se unió al Gençlerbirliği S. K. La campaña siguiente se encontró en la misma situación y en febrero de 2025 fichó por el F. C. Gloria Buzău.

## Clubes
| Club                         | País       | Año       | Partidos | Goles |
| ---------------------------- | ---------- | --------- | -------- | ----- |
| E. A. Guingamp II            | Francia    | 2014      | 3        | 1     |
| Stade Rennais F. C. II       | Francia    | 2014-2017 | 51       | 11    |
| Stade Rennais F. C.          | Francia    | 2017-2021 | 113      | 4     |
| Middlesbrough F. C. (cedido) | Inglaterra | 2021-2022 | 11       | 0     |
| G. D. Estoril Praia          | Portugal   | 2022-2023 | 25       | 4     |
| Gençlerbirliği S. K.         | Turquía    | 2024      | 9        | 0     |
| F. C. Gloria Buzău           | Rumania    | 2025-     |          |       |

## Palmarés

### Campeonatos nacionales
| Título                 | Club                   | País    | Año  |
| ---------------------- | ---------------------- | ------- | ---- |
| Championnat National 3 | Stade Rennais F. C. II | Francia | 2016 |
| Championnat National 2 | Stade Rennais F. C. II | Francia | 2017 |
| Copa de Francia        | Stade Rennais F. C.    | Francia | 2019 |